# Creuse (rzeka)
Creuse – rzeka we Francji, przepływająca przez tereny departamentów Creuse, Indre, Indre i Loara oraz Vienne, o długości 263,6 km. Stanowi prawy dopływ rzeki Vienne.

## Przebieg i dopływy
Creuse wypływa na płaskowyżu Millevaches w Masywie Centralnym. Odznacza się dużą sezonową zmiennością stanów wód. Na Creuse znajduje się zapora i duża hydroelektrownia w pobliżu Éguzon. Głównymi dopływami są: Petite Creuse, Bouzanne, Claise oraz Gartempe. Uchodzi do rzeki Vienne poniżej miasta Châtellerault.